# Rikove
Rikove (en ucraïnès Рикове, en rus Рыково), fins al maig de 2016 anomenada Partizani, és una vila del districte de Henítxesk, a l'óblast de Kherson, Ucraïna. El 2021 tenia 3.501 habitants.